# Urutaú (Argentina)
Urutaú es una localidad argentina ubicada en el departamento Copo de la provincia de Santiago del Estero. Se encuentra sobre la ruta nacional 16, 23 km al nordeste de Monte Quemado. El nombre lo debe al pájaro conocido comúnmente como urutaú.
El Canal de Dios llega hasta la localidad para la provisión de agua. La Cooperativa Apícola Agropecuaria de esta localidad fue premiada en 2008 por su acción solidaria.

## Población
Cuenta con 137 habitantes (Indec, 2010), lo que representa un descenso del 25% frente a los 183 habitantes (Indec, 2001) del censo anterior.
| Gráfica de evolución demográfica de Urutaú entre 1991 y 2010 |
|                                                              |
| Fuente: Censos nacionales del INDEC                          |